# Serdar Topraktepe
Serdar Topraktepe (Istanbul, 25 agosto 1976) è un allenatore di calcio ed ex calciatore turco, di ruolo ala o centrocampista.

## Biografia
È il fratello di Ömer Topraktepe, anch'egli calciatore.

## Statistiche

### Cronologia presenze e reti in nazionale
| Cronologia completa delle presenze e delle reti in nazionale ― Turchia | Cronologia completa delle presenze e delle reti in nazionale ― Turchia | Cronologia completa delle presenze e delle reti in nazionale ― Turchia | Cronologia completa delle presenze e delle reti in nazionale ― Turchia | Cronologia completa delle presenze e delle reti in nazionale ― Turchia | Cronologia completa delle presenze e delle reti in nazionale ― Turchia | Cronologia completa delle presenze e delle reti in nazionale ― Turchia | Cronologia completa delle presenze e delle reti in nazionale ― Turchia |
| Data                                                                   | Città                                                                  | In casa                                                                | Risultato                                                              | Ospiti                                                                 | Competizione                                                           | Reti                                                                   | Note                                                                   |
| ---------------------------------------------------------------------- | ---------------------------------------------------------------------- | ---------------------------------------------------------------------- | ---------------------------------------------------------------------- | ---------------------------------------------------------------------- | ---------------------------------------------------------------------- | ---------------------------------------------------------------------- | ---------------------------------------------------------------------- |
| 9-10-1996                                                              | Saint-Denis                                                            | Francia                                                                | 4 – 0                                                                  | Turchia                                                                | Amichevole                                                             | -                                                                      | 61’                                                                    |
| 12-2-1997                                                              | Istanbul                                                               | Turchia                                                                | 1 – 1                                                                  | Finlandia                                                              | Amichevole                                                             | -                                                                      | 88’                                                                    |
| Totale                                                                 |                                                                        | Presenze                                                               | 2                                                                      |                                                                        | Reti                                                                   | 0                                                                      |                                                                        |

## Palmarès

### Giocatore

#### Competizioni nazionali
- Campionato turco: 2

Beşiktaş: 1994-1995, 2002-2003
- TFF 1. Lig: 2

Bursaspor: 2005-2006
Kocaelispor: 2007-2008
- Coppa di Turchia: 2

Beşiktaş: 1997-1998
Kocaelispor: 2001-2002
- Supercoppa di Turchia: 2

Beşiktaş: 1994, 1998

### Allenatore

#### Competizioni nazionali
- Coppa di Turchia: 1

Besiktas: 2023-2024